# Landesmusikrat Mecklenburg-Vorpommern
Der Landesmusikrat Mecklenburg-Vorpommern e. V. ist der für das Land Mecklenburg-Vorpommern zuständige Landesmusikrat. Sein Zweck ist es, die Stellung der Musik innerhalb der Gesellschaft zu wahren und Beiträge für die Weiterentwicklung der Musikkultur zu leisten. Der Sitz des Vereins ist in Schwerin. Er wurde am 16. Dezember 1990 gegründet und verfolgt ausschließlich gemeinnützige Zwecke. Der Verein ist die Interessenvertretung von über 25 Musikverbänden, -vereinen und Musikinstitutionen. Finanziert wird er durch Fördermittel des Landes sowie durch Mitgliedsbeiträge und Spenden.

## Organisation
Mitglieder sind Musikverbände, -vereine und Musikinstitutionen aus unterschiedlichen Musikrichtungen sowie Privatpersonen. Geleitet wir der Verein durch ein fünfköpfiges Präsidium und der Mitgliederversammlung. Präsidentin ist seit 2015 Prof. Dagmar Gatz.
Der Landesmusikrat untergliedert sich in drei Ausschüsse: Den Landesausschuss Jugend musiziert, den Landeschorausschuss und den Landesorchesterausschuss.
Der Landesmusikrat Mecklenburg-Vorpommern ist Mitglied im Deutschen Musikrat.

## Aktivitäten
Der Landesmusikrat Mecklenburg-Vorpommern ist die kulturpolitische Interessenvertretung und sieht seine Aufgabe im Ausbau sowie der Verbesserung der Einrichtungen des Musiklebens und der musikalischen Bildung. Ebenso zielt er auf die Beratung politischer Kulturträger und sieht seine Aufgabe u. a. in der Entwicklung und Durchführung musikalische Projekte, besonders zur Förderung des musikalischen Nachwuchses.
Der Landesmusikrat unterhält Landesensembles, das Landesjugendorchester Mecklenburg-Vorpommern sowie Landesjugendjazzorchester und ab 2018 den Landesjugendchor. Er organisiert des Weiteren des Landeswettbewerb Jugend musiziert, den Landesorchesterwettbewerb, den Landeschorwettbewerb sowie den Wettbewerb Landesbegegnung Jugend jazzt. Daneben führt der Landesmusikrat Kurse zur Förderung der Musik durch, wie den Nordland-Kammermusikkurs. Ein weiteres Projekt ist das Internationale Jugendorchesterfestival Neubrandenburg „Young Concerts“.